# Infiniti J30
Der Infiniti J30 war eine von der japanischen Automobilmarke Infiniti von Frühjahr 1992 bis Herbst 1997 in den USA angebotene Limousine der oberen Mittelklasse mit Hinterradantrieb. Der J30 ersetzte 1992 den Infiniti M30, der jedoch ein Coupé bzw. Cabriolet war.

## Übersicht
Beim J30 handelte es sich um die US-Version des japanischen Nissan Leopard J Ferie, angetrieben von einem 3,0-Liter-V6-Ottomotor mit 24 Ventilen, zwei obenliegenden Nockenwellen und 213 PS (157 kW). Eine Viergangautomatik war Serie. Über die gesamte Laufzeit gab es nur geringfügige Änderungen. In der Infiniti-Produktpalette war er zwischen dem kleineren G20 und dem größeren Q45 in der Oberen Mittelklasse positioniert.
In fünfeinhalb Jahren wurden 74.332 Exemplare verkauft. 

Als Nachfolger kann der bereits 1995 eingeführte Infiniti I30 gesehen werden. Dieser hat jedoch im Gegensatz zum J30 Frontantrieb.

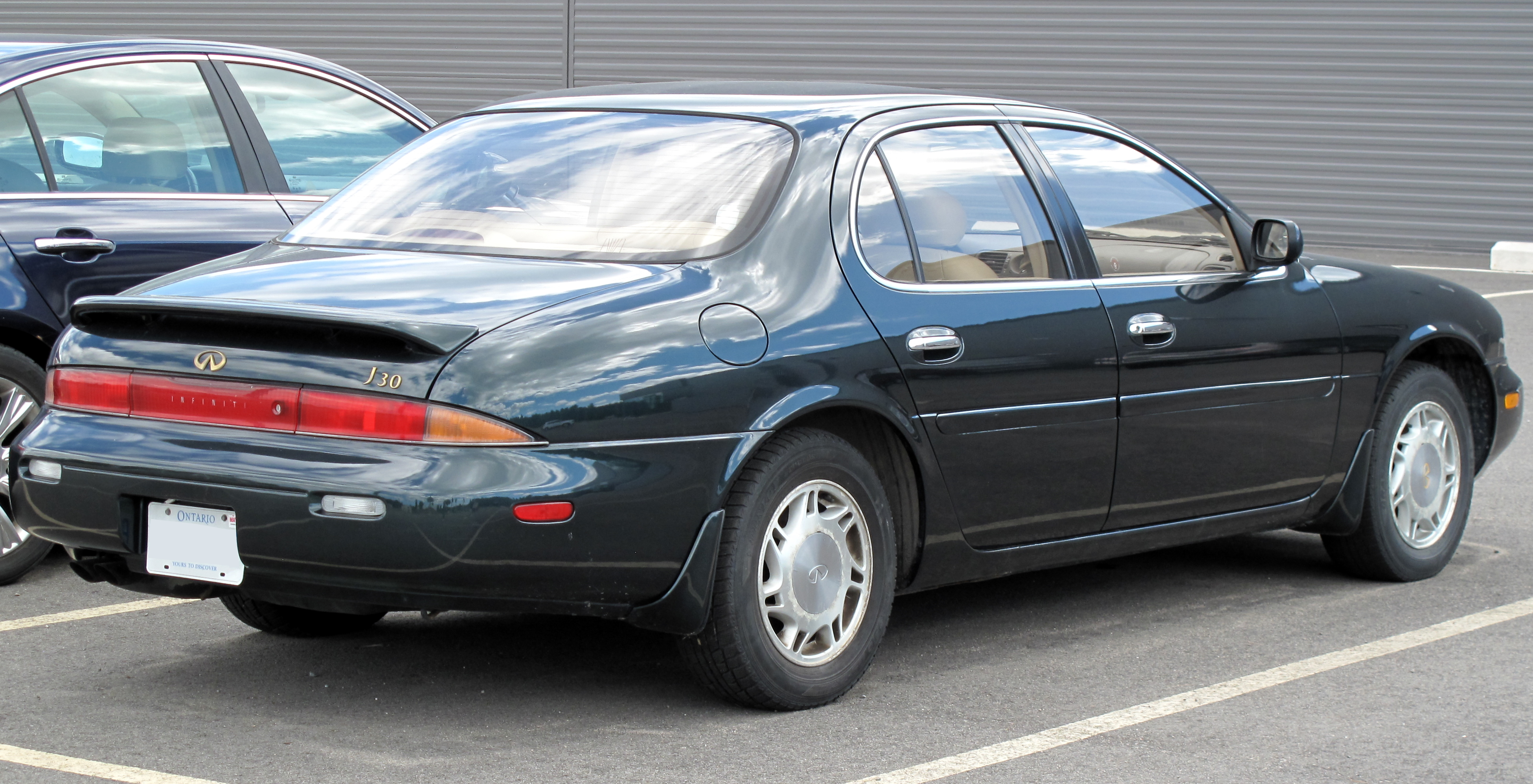
Heckansicht